# Marie-Anne de Mailly-Nesle

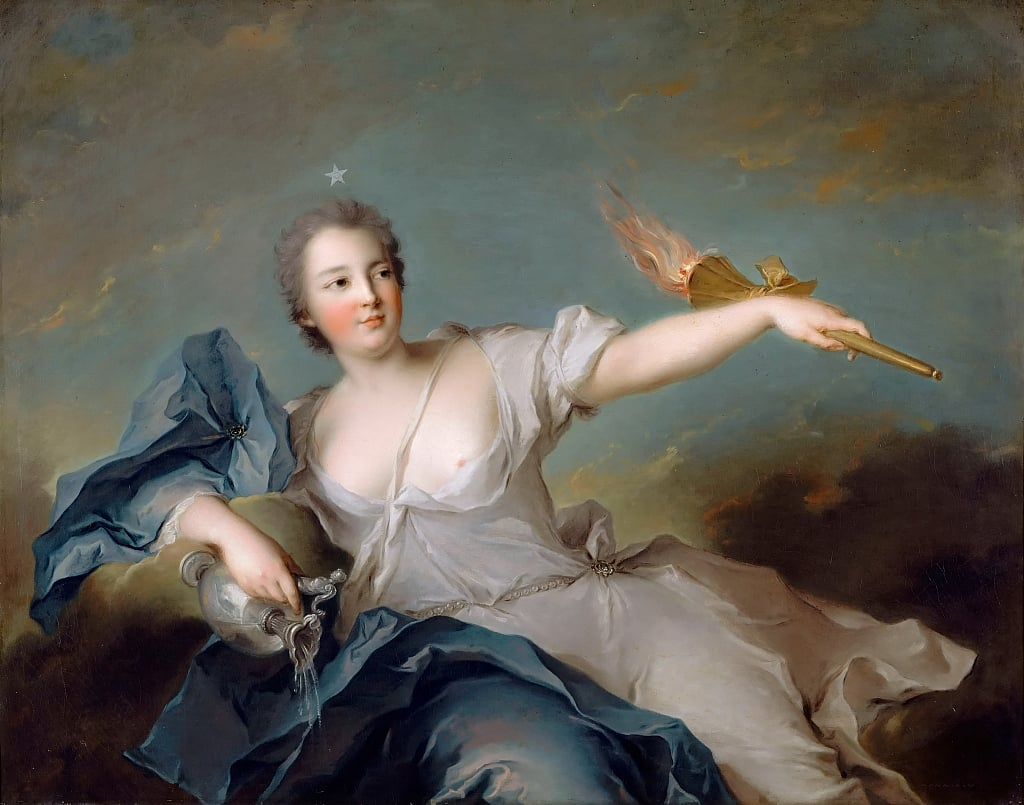
Marie Anne de Mailly-Nesle por Jean-Marc Nattier

Marie Anne de Mailly-Nesle, Duquesa de Châteauroux (5 de outubro de 1717 – 8 de dezembro de 1744) foi a mais nova das cinco famosas irmãs de Nesle, das quais quatro viriam a tornar-se amantes do Rei Luís XV de França.

## Início de vida, família e casamento
Marie Anne era filha de Louis III de Mailly, o Marquês de Nesle et de Mailly, o Príncipe d'Orange (1689 - 1767), e de sua esposa, Armande Félice de La Porte Mazarin (1691 - 1729). Os seus pais tinham casado em 1709. Sua mãe era filha de Paulo Júlio de La Porte, Duque de Mazarin de La Meilleraye (1666 - 1731), filho da famosa aventureira, Hortênsia Mancini, sobrinha do Cardeal Mazarin. Marie Anne tinha quatro irmãs mais velhas:
- Louise Julie de Mailly, Mademoiselle de Mailly, Condessa de Mailly (1710 - 1751),
- Pauline Félicité de Mailly, Mademoiselle de Nesle, Marquesa de Vintimille (1712 - 1741),
- Diane Adélaïde de Mailly, Mademoiselle de Montcavrel, Duquesa de Lauraguais (1714 - 1769),
- Hortense Félicité de Mailly, Mademoiselle de Chalon, Marquesa de Flavacourt (1715 - 1763).

A única das irmãs Nesle a não tornar-se numa das amantes de Luís XV foi a Marquesa de Flavacourt. Louise Julie foi a primeira irmã a atrair o rei, seguida pelo Pauline Félicité, mas foi Marie Anne, a mais bem sucedida a manipulação-lo e a tornar-se politicamente poderosa.
Marie Anne também tinha um jovem meia-irmã Henriette de Bourbon (1725 - 1780), Mademoiselle de Verneuil, a partir duma relação de sua mãe com o Duque de Bourbon, o ministro-chefe da Louis XV de 1723 a 1726.
Na sua juventude, Marie Anne era conhecida como Mademoiselle de Monchy. A 19 de junho de 1734, casou-se com Jean Baptiste Louis, o Marquês de La Tournelle (nascido em 1708). O seu marido morreu a 23 de novembro de 1740.

## Amante de Luís XV
Em 1726, a irmã mais velha de Marie Anne, Louise Julie, casou com o seu primo, Luís Alexandre de Mailly, Conde de Mailly. Logo de seguida, Marie Anne chamou a atenção do Rei Louis XV, e foi autorizada pelo marido a tornar-se na mistress real (amante). Apesar de se ter tornado amante do rei em 1732, Madame de Mailly não foi oficialmente reconhecida como sua maîtresse en titre até 1738. Louise Julie não usou a sua nova posição na corte para se enriquecer ou para interferir na política.
Em 1738, Louise recebeu uma carta de sua irmã Pauline Félicité, pedindo para ser convidada para a corte. Concedideu o desejo de sua irmã, mas quando chegou à corte, Pauline Félicité, seduziu o rei e tornou-se sua amante.
Enquanto a Madame de Mailly manteve-se como amante oficial, o rei "morreu de amores" por Pauline e fez com que se casa-se com o Marquês de Vintimille. Luís XV, deu até a Madame de Vintimille, o castelo de Choisy-le-Roi como presente. Madame de Vintimille rapidamente engravidou do rei, e morreu ao dar à luz o seu filho ilegítimo, em 1741. Depois, o melhor amigo do rei, o manipulador Duque de Richelieu, começou a escolher outra candidata para cumprir os desejos de Luis XV, visto que não queria que Madame de Mailly recupera-se os afetos do rei. O Duque de Richelieu finalmente escolheu a irmã mais nova de ambas (Madame de Mailly e Madame de Vintimille) Marie Anne, a viúva do Marquês de La Tournelle.
Num baile de máscaras na terça-feira de Carnaval de 1742, Richelieu conduziu Marie Anne até o rei e apresentou-os. A bela Marquesa, no entanto, rejeitou primeiramente os avanços reais. Ela já tinha um amante, o jovem duque d'Agénois (mais tarde o duque d'Aiguillon), e não estava inclinada a dar o mesmo amor ao rei. Como resultado, Louis conspirou com Richelieu, tio d'Agénois, para livrar-se do jovem pretendente. Richelieu ficou bastante ansioso para fazer qualquer coisa para criar um elo de ligação entre o rei e a Madame de La Tournelle, porque sabia que a Madame de Mailly não o via com bons olhos. O resultado final das suas deliberações foi: Luís XV, assim como David, mandar o seu rival para guerra contra os Austríacos em Itália. Desde, mais afortunado do que o marido de Bate-Seba, o Duque d'Agénois foi apenas ferido, e regressou à corte em glória.
Luís XV estava em desespero, mas Richelieu enviou o seu sobrinho para Languedoc, onde uma jovem e bela senhora tinha sido instruída para seduzi-lo. Isso ela fez de forma mais eficaz; cartas de uma natureza apaixonada, foram trocadas; a senhora guardou aquelas que recebeu de Richelieu, e em devido tempo, foram levadas até Madame de La Tournelle, que, furiosa com a sedução do seu jovem Duque, virou as suas atenções para o rei.
Mas Madame de La Tournelle, que foi, de longe, os mais hábeis, bem como o mais atraente do que a de Nesle irmãs, ao contrário de Madame de Vintimille e Madame de Lauraguais, não foi descartado para o resto de conteúdo com uma dividido império e secreto, de favores. Ela insistiu que sua irmã mais velha Madame de Mailly deve ser demitido e ela mesma reconheceu em seu lugar. Louis, que já foi desgastante das lágrimas e acusações de que a irmã mais velha, consentiu; e a condessa do post de dame du palais Rainha Marie Leszczyńska foi tirada dela, e ela foi condenada a deixar o tribunal. Encontrar refúgio em um convento, Madame de Mailly, mais tarde, tornou-se muito religiosa.
O posto de Dama de companhia de Marie Anne de Mailly foi o resultado de uma intriga. A 13 de setembro de 1742, a duquesa de Villars, anteriormente uma Dame du palais, foi promovida a Dame d'atours, e lá foi assim, uma vaga entre as damas de companhia da rainha. A recentemente falecida, Françoise de Mailly, Duquesa de Mazarin, uma amigo pessoal da rainha, tinha, pouco tempo antes de sua morte, pedido um posto para a sua neta-enteada favorita, Marie Anne de Mailly, com o objetivo de constranger Louise Julie de Mailly, que detestava. Aparentemente, a rainha pediu pessoalmente um lugar vago para ser dado a Marie Anne de Mailly, e embora a rainha tenha tentado modificar a sua ideia, Marie Anne foi nomeada para o cargo a 19 de setembro. Ao mesmo tempo, Louise Julie de Mailly demitiu-se do próprio cargo de Dame du palais, em favor de outra irmã, a Marquesa de Flavacourt, com a condição de que seria compensada com o cargo de Dame d'atour na corte da próxima delfina. A 20 de setembro, no entanto, o Cardeal Fleury opôs-se à futura nomeação de Louise Julie de Mailly para Dame d'atours da delfina e a 4 de novembro, o rei pediu-lhe que deixasse a corte. Marie Anne de Mailly teria se sentiu ameaçada pela sua irmã, Madame de Flavacourt, que afastou-se dela e de quem ela é suspeitava ter a ambição de substitui-la na posição de Maîtresse-en-titre (amante real), e suspeitava de que a rainha tentava perturbar o seu relacionamento com o rei, apresentando uma rival para a sua posição. Apesar da rainha considerar Louise Julie de Mailly como o mais nociva de todas as amantes de Luís XV, devido a ter sido a primeira, ela tinha se habituado a ela, e não gostava pessoalmente de Marie Anne de Mailly. A rainha considerava-a arrogante e insolente, raramente falava com ela e fingia dormir quando Marie Anne de Mailly estava presente. Na realidade, a Madame de Flavacourt não tinha nenhum ansejo de se tornar uma amante real e só queria desfrutar de sua posição como cortesã, porque dava-lhe uma posição de independência, longe do seu esposo: a Madame de Flavacourt disse uma vez ao Ministro da guerra, o Conde d'Argensson que ela desejava que o seu marido fosse promovido ou ele iria deixar o exército, o que seria lamentável para ela, e permaneceu uma dame du palais até 1767, sem qualquer ambição de ser uma amante real.
O cardeal Fleury, ministro-chefe do Rei na época, tentou intervir com o rei, porque preferia Madame de Mailly como amante real à sua irmã mais ambiciosa. Ele não queria que a Senhora de La Tournelle interferi-se na sua administração de França. Luís XV, no entanto, secamente informou-lhe que apesar de lhe ter dado o controle sobre os assuntos políticos do reino, não lhe tinha dado o controle da sua vida pessoal.
Longe de estar satisfeita com a demissão da sua irmã e do seu próprio reconhecimento, Madame de La Tournelle exigiu uma posição oficial na corte, e o título de duquesa, juntamente com uma firme renda, capaz de manter a sua dignidade e proteger-se contra qualquer mudança de sorte. Todas estas exigências foram prontamente concedida pelo apaixonada monarca. Madame de La Tournelle foi nomeada dame du palais para a rainha; em outubro de 1743, cartas patentes foram emitidas tornando-a Duquesa de Châteauroux, e uma renda de 80.000 livres foi dada a ela.
Houve rumores na altura, que uma das maneira que a nova duquesa de Châteauroux utilizou para mantet o interesse do rei era oferecemos-lhe periodicamente uma ménage à trois com sua irmã, a Madame de Lauraguais. Mas que a Madame de Lauraguais começou, na realidade, a dormir com o rei, nesta altura, é discutível.
Dirigido por Richelieu, ele próprio dominado pela Madame de Tencin, Madame de Châteauroux, tentou despertar no rei um grande senso de liderança, arrastando-o para fora do campo de batalha e encorajando-o a formar uma aliança com Frederico II da Prússia, em 1744. O seu papel político foi ótimo, apesar de ser exercido nos bastidores. Durante as frequentes viagens da Madame de Châteauroux até ao rei,conforme lutava, ela era acompanhada por Madame de Lauraguais. Apesar de ser uma amável companheira, Madame de Châteauroux, não considerava a sua simples irmã uma rival.
Depois de sobreviver a uma desgraça provocada pela doença do rei, em Metz, a vitória de Madame de Châteauroux não durou muito tempo, pois ela morreu inesperadamente a 8 de dezembro de 1744. Depois de sua morte, o rei por um curto período de tempo consolava-se com a sua irmã, Madame de Lauraguais. Alguns meses mais tarde, no entanto, o rei já tinha uma nova amante, Madame de Pompadour.
Madame de Châteauroux era amiga de Charlotte Aglaé d'Orléans, neta de Luís XIV e de Madame de Montespan.

## Representação na ficção
Marie Anne é uma das personagens centrais em As Irmãs de Versailles (Simon&Schuster 2015), de Sally Christie, um romance sobre a Luís XV e as notórias irmãs Mailly-Nesle.